# Liste des évêques de Novgorod
Le diocèse de Novgorod a été dirigé par des évêques jusqu'à 1163, des  archevêques de 1163 à 1577, et des métropolites de 1577 à 1721.

## Évêques de Novgorod
- Joachim de Chersonèse (992 - 1030)
- Éphrem (1030-1035), jamais consacré
- Luc Jidiata (1036 -  15 octobre 1060)
- Étienne (1060 - 1068)
- Théodore (1069 - 1078)
- Herman (1078 - 1095)
- Nikita (1096 -  30 janvier 1108)
- Jean (Ier) (1110 - 1130)(† 1144)
- Nifonte (1130 -  21 avril 1156)
- Arcade (1156 -  19 snetyabrya 1163)

## Archevêques de Novgorod la Grande et Pskov (1165-1589)
- Jean Ier (II) (Ilia) (1163 -  7 septembre 1186)
- Gabriel (1186 -  24 mai 1193)
- Martyr (10 décembre 1193 -  24 août 1199)
- Mitrofan (1199 - 1211 et  1219 -  3 juillet 1223)
- Antoine (1211 - 1219 et  1225 - 1228)
- Arsène (1223 - 1225 et  1228). Jamais consacré.
- Spiridon (1229 - 1249)
- Dalmat (1250 -  21 octobre 1274)
- Clément (1274 -  22 mai 1299)
- Théotiste (1299 - 1308)
- David (5 juin 1309 -  5 février 1325)
- Moïse (1325 - 1331 et  1352 - 1359)(† 1363)
- Vassili Kalika (25 août 1331 -  Juillet 3 135 2)
- Alexis (1359 -  Avril 1388)
- Jean II (III) (7 mai 1388 -  20 janvier 1415)
- Siméon (11 août 1415 -  15 juin 1421)
- Théodose Ier (1er septembre 1421 -  30 août 1423)
- Euthyme Ier (Brodaty) (1423 -  1er novembre 1429)
- Euthyme II(Vyazhitsky) (13 novembre 1429 -  10 mars 1458)
- Jonas (Mai 1458 -  5 novembre 1470)
- Théophile (1470 -  Juillet 1482)
- Serge (4 septembre 1483 -  27 juin 1484)
- Gennade (12 décembre 1484 -  26 juin 1504)
- Sérapion Ier (15 janvier 1506 -  Mai 1509)

1509-1526: vacance
- Macaire Ier (4 mars 1526 - 19 mars 1542). Métropolite de Moscou en 1542.
- Théodose II (18 juin 1542 -  21 décembre 1550)
- Sérapion II (14 juin 1551 -  29 octobre 1552)
- Pimène (20 novembre 1552 -  25 septembre 1571)
- Leonid (6 décembre 1571 -  20 octobre 1575)
- Alexandre (12 septembre 1576 -  1589). Élevé au titre de métropolite en 1589.

## Métropolites de Novgorod etVelikié Louki(depuis 1589)
- Alexandre (1589 -  26 juin 1591)

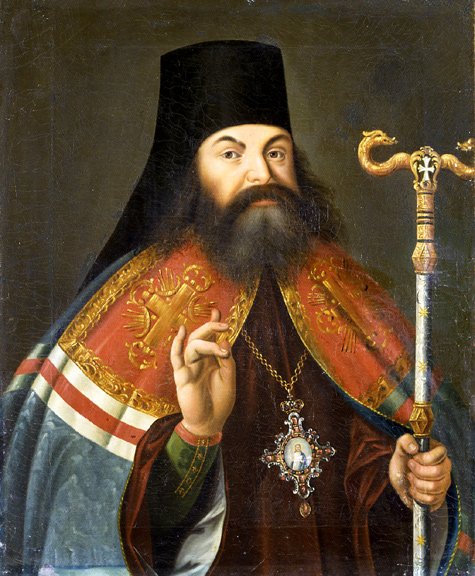
Théophane Prokopovitch

- Barlaam (20 février 1592 -  15 avril 1601)
- Isidore (6 février 1603 -  10 avril 1619)
- Macaire II (22 juillet 1619 -  12 septembre 1626). Auparavant évêque de Vologda
- Cyprien (20 octobre 1626 -  17 décembre 1634)
- Athos (8 mars 1635 -  7 janvier 1649)
- Nikon (11 mars 1649 - 25 juillet 1652)
- Macaire III (8 août 1652 -  14 novembre 1662)
- Pitirim (6 août 1664 - 7 juillet 1672)
- Joachim (Savelov) (22 décembre 1672 - 26 juillet 1674)
- Corneille (6 août 1674 -  3 mars 1695)
- Euthime III (14 avril 1695 -  6 décembre 1696)
- Iov (6 juin 1697 -  3 février 1716)

1716-1721:vacance
- Théodose III (Yanovski) (31 décembre 1720 -  12 mai 1725)
- Théophane (Prokopovitch) (Juin 25, 1725 -  8 septembre 1736)

1736-1740: vacance
- Ambroise (Yushkevitch) (29 mai 1740 -  17 mai 1745). Auparavant évêque de Vologda
- Étienne (Kalinoski) (18 août 1745 -  16 septembre 1753). Auparavant évêque de Pskov.

1753-1757: vacance
- Dmitri (Sechenov) (22 octobre 1757 -  14 décembre 1767)

1767-1775 - vacance

## Métropolites de Novgorod et de Saint-Pétersbourg(1775-1892)
- 1775—1799 — Gabriel II (Petrov), archevêque, métropolite en 1783
- 1799—1818 — Ambroise (Podobedov), archevêque, métropolite en 1801
- 1818—1821 — Michel (Dessnitski), métropolite
- 1821—1843 — Séraphin (Glagolevski), métropolite
- 1843—1848 — Antonin (Rafalski), métropolite
- 1848—1856 — Nikanor (Klementevski), métropolite
- 1856—1860 — Grégoire (Postnikov), métropolite
- 1860—1892 — Isidore (Nikolski), métropolite

## Archevêque de Novgorod (depuis 1892)
- Theognoste (Lebedev) (21 novembre 1892 - 13 août 1900). Auparavant évêque de Kiev
- Gouri (Okhotine) (13 octobre 1900 -  17 octobre 1910). Auparavant évêque de Smolensk
- Arsène (Stadnitski) (5 novembre 1910 - 11 août 1933). Auparavant évêque de Pskov puis évêque de Taschkent
- Joseph (Petrov) (1920-1925) - assure provisoirement la gestion du diocèse
- Alexis (Simanski) (11 août - 5 octobre 1933). Puis évêque de Saint-Pétersbourg
- Benedikt (Plotnikov) (5 octobre 1933 -  Août 1936). Auparavant évêque de Vologda puis évêque de Kazan
- Nikolaï (Iarouchevitch) (1936-1940) assure la gestion du diocèse

1943 - 1956: fusion avec le diocèse de Leningrad
- Serge (Goloubtsov) (1959 -  23 octobre 1967) (Gestion du diocèse de 1956).

1967 - 1990: fusion avec le diocèse de Leningrad
- Alexis (1986-1990). Auparavant évêque de Saint-Pétersbourg
- Leo (Tserpitski) (20 juillet 1990 -

## Sources
- (ru) Liste des évêques
- Articles wikipedia russe, anglais et allemand